# Educação matemática
A educação matemática, também chamada de didática matemática em países europeus, é uma área das ciências sociais que se dedica ao estudo da aprendizagem e ensino da matemática. Está na fronteira entre matemática, pedagogia e psicologia.
Desde o início do século XX, professores de matemática se reúnem para pensar o ensino da disciplina nas escolas. Desde a década de 1950, a Unesco (Organização das Nações Unidas para a Educação a Ciência e a Cultura) organiza congressos sobre educação matemática. A partir da década de 1970, surge inicialmente na França a didática da matemática enquanto campo para a sistematização dos estudos acerca do ensino da matemática. Os teóricos defendiam que cada área de ensino deveria pensar em sua própria didática, reconhecendo que não poderia haver um campo de estudo único que atendesse às especificidades de ensino de cada campo do conhecimento.

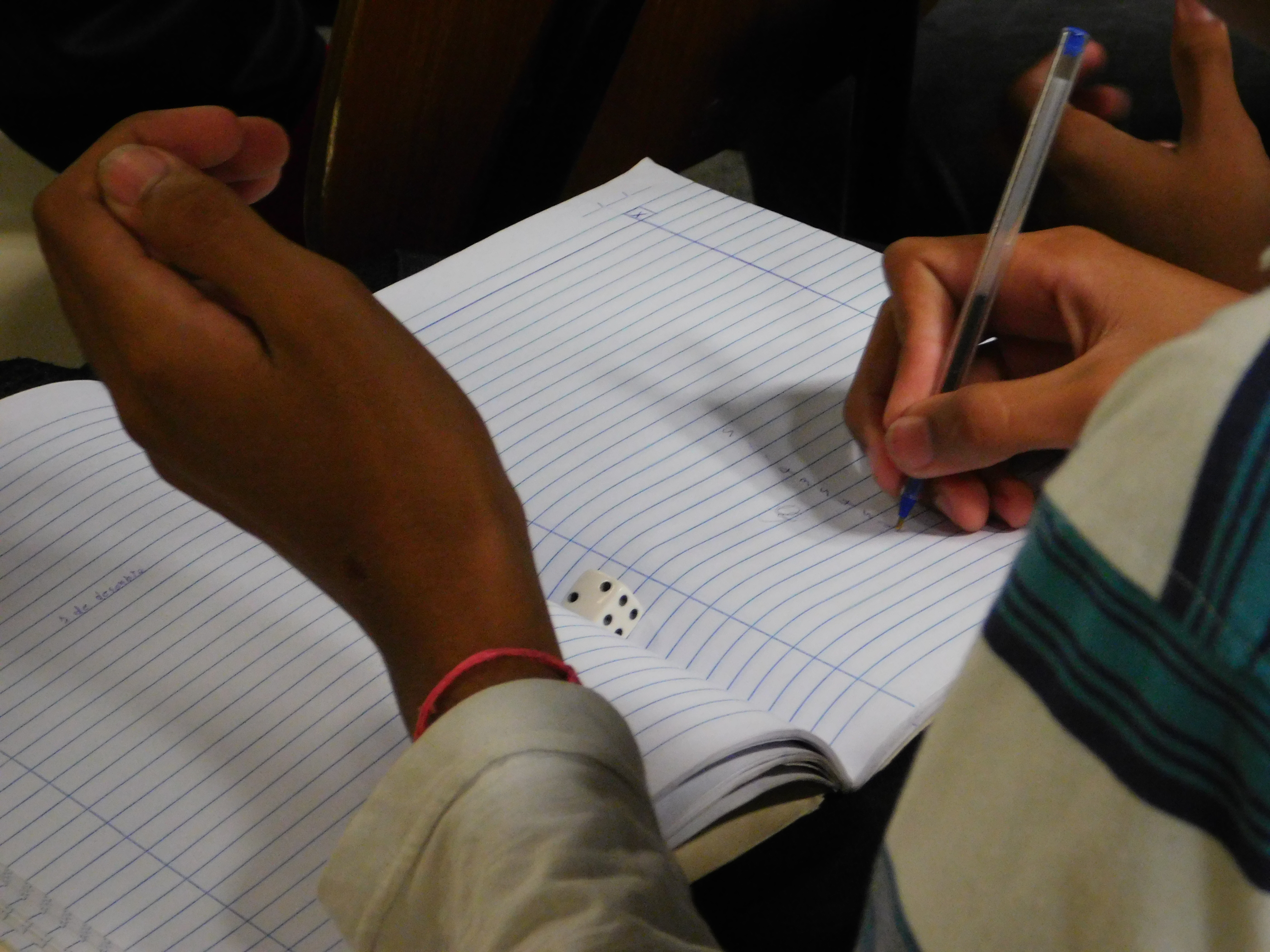
Ensino lúdico de fundamentos da probabilidade; na foto, com dados.

A organização de campos de pesquisa em educação matemática dentro das universidades incentivou a criação de organizações de professores de matemática, que atualmente tem grande influência sobre a elaboração das diretrizes curriculares na área em diversos países.
Na psicologia, a psicologia da educação se dedica à análise dos fenómenos psicológicos no contexto da matemática escolar. As principais correntes da didática da matemática são diretamente influenciadas pelas tendências da psicologia da educação. Metodologicamente, a educação matemática apoia-se na antropologia da educação, tendo já desenvolvido métodos próprios.
Na educação contemporânea, a educação matemática é a prática de ensinar e aprender matemática, juntamente com a pesquisa acadêmica associada. Os pesquisadores de educação matemática estão primeiramente preocupados com as ferramentas (sendo o livro didático, um instrumento importante e capaz de direcionar o ensino ao determinar os conteúdos trabalhados), os métodos e as abordagens que facilitam a prática ou o estudo. Entretanto, a pesquisa em educação matemática tem se desenvolvido em um extenso campo de estudo com seus conceitos, teorias, métodos, organizações nacionais e internacionais, conferências e literatura.

## História
A matemática elementar era parte do sistema educacional na maioria das civilizações antigas, incluindo a Grécia Antiga, o Império Romano, a Civilização Védica e o Antigo Egito. Na maioria dos casos, apenas as crianças do sexo masculino com status, riqueza e casta suficientemente elevados tinham acesso à educação formal.

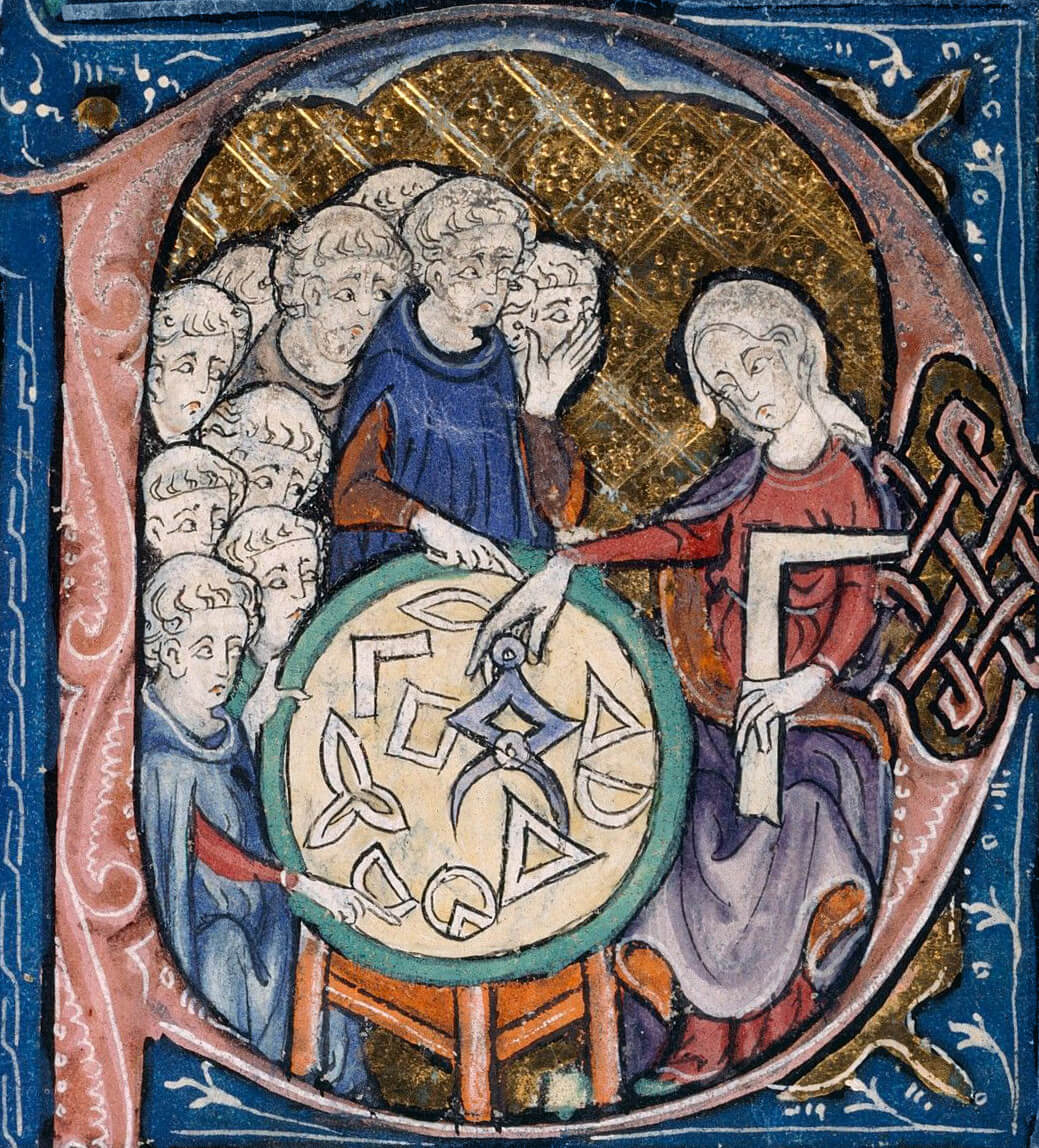
Ilustração no início de uma tradução do século XIV dos Elementos de Euclides.

Na divisão de Platão das artes liberais em trivium e quadrivium, quadrivium incluía as áreas da matemática da aritmética e da geometria. Esta estrutura era continuada na estrutura da educação clássica que desenvolveu-se na Europa medieval. O ensino de geometria era quase todo baseado nos elementos de Euclides. Aprendizes de negócios como pedreiros, comerciantes e credores de dinheiro aprendiam estas práticas matemáticas na medida em que eram importantes para suas profissões.
Os primeiros livros de matemática escritos em Inglês e em Francês foram publicados por Robert Recorde, começando com The Grounde of Artes em 1540. Entretanto, há muitos escritos diferentes sobre matemática e metodologia matemática que datam de 1800 A.C. A maioria vinha da Mesopotâmia, onde os sumérios praticavam a multiplicação e a divisão. Há também artefatos demonstrando sua própria metodologia para resolver equações como a equação quadrática. Depois dos sumérios, alguns dos trabalhos de matemática mais famosos da antiguidade vinham do Egito na forma do Papiro de Rhind e do Papiro de Moscou. O Papiro de Rhind mais famoso é datado de 1650 A.C., mas acredita-se que é uma cópia de um livro ainda mais antigo. O papiro era essencialmente um primeiro livro para os estudantes egípcios.
No Renascimento, o status acadêmico da matemática decaiu porque estava fortemente associada ao comércio e ao negócio. Embora continuasse a ser ensinada nas universidades europeias, era vista como subserviente ao estudo da filosofia natural, metafísica e moral.
Esta tendência foi de alguma maneira revertida no século XVII, com a criação pela Universidade de Aberdeen de uma cadeira de matemática em 1613, seguida da criação pela Universidade de Oxford de uma cadeira de geometria em 1619 e do estabelecimento pela Universidade de Cambridge da cadeira lucasiana de matemática em 1663. Entretanto, era incomum para os matemáticos ensinar fora das universidade. Isaac Newton, por exemplo, não recebeu nenhum ensino formal de matemática até juntar-se ao Trinity College, em Cambridge, em 1661.
Nos séculos XVIII e XIX, a revolução industrial levou a um enorme crescimento das populações urbanas. As habilidades básicas com números, como a habilidade de informas as horas, contar o dinheiro e realizar aritmética simples tornou–se essencial neste novo estilo de vida urbano. Dentro do novo sistema de educação pública, a matemática tornou–se parte do currículo desde as idades mais novas. No século XX, matemática era parte do núcleo do currículo em todos os países desenvolvidos.
Durante o século XX, a educação matemática foi estabelecida como um campo de pesquisa independente. Aqui estão alguns dos principais eventos neste desenvolvimento:
- Em 1893, uma cadeira de educação matemática foi criada na Universidade de Göttingen, sob a administração de Felix Klein.
- Em 1908, foi fundada a Comissão Internacional de Instrução Matemática (ICMI, do inglês International Commission on Mathematical Instruction). Felix Klein foi o primeiro presidente da organização.
- Depois de 1920, a literatura de periódicos profissionais sobre educação matemática nos Estados Unidos gerou mais de 4000 artigos. Em 1941, William L. Schaaf publicou um índice classificatório, de acordo com seus vários assuntos.[4]
- Nos anos 1960, um interesse renovado em educação matemática emergiu e a ICMI foi revistalizada.
- Em 1968, o Shell Centre for Mathematical Education foi estabelecido em Nottingham.
- Em 1969, o primeiro Congresso Internacional de Ensino da Matemática (ICME, do inglês International Congress on Mathematical Education) aconteceu em Lyon. Em 1972, a segunda edição foi realizada em Exeter (depois da segunda edição, o evento tem sido realizado a cada quatro anos).

No século XX, o impacto cultural da era eletrônica também era retomada pela teoria educacional e pelo ensino de matemática. Enquanto abordagens anteriores focaram no trabalho com problemas específicos na aritmética, a abordagem cultural emergente do conhecimento teve "crianças pequenas meditando sobre a teoria dos números e conjuntos".

## Objetivos

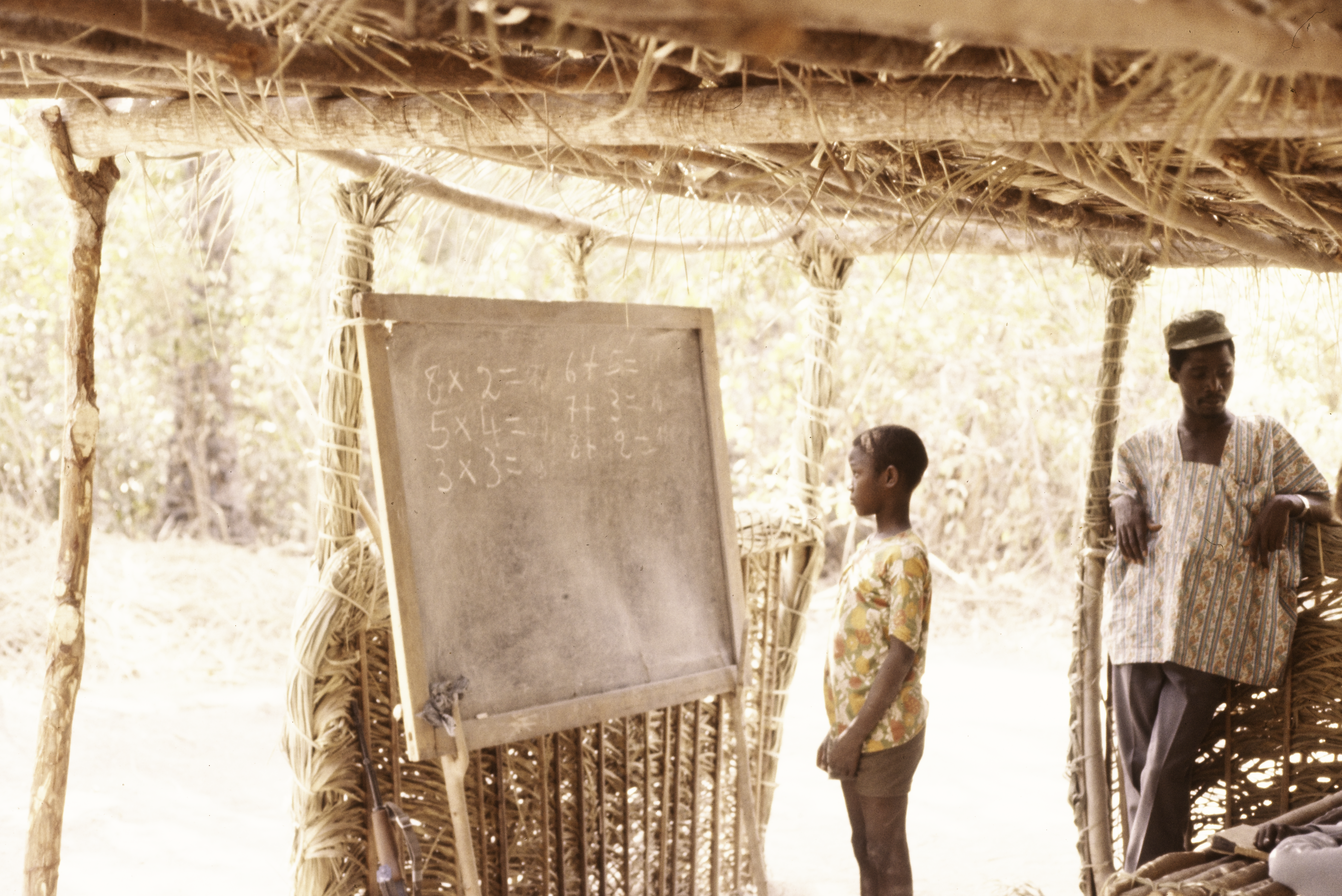
Rapaz em frente do quadro-negro, Sara, Guiné-Bissau, PAIGC, 1974. "8 x 2 =".

Em diferentes épocas, culturas e países, a educação matemática tem tentado atingir vários objetivos. Estes objetivos incluem:
- O ensino e o aprendizado de habilidades básicas de letramento matemático para todos os alunos.
- O ensino de matemática prática (aritmética, álgebra elementar, geometria plana e sólida e trigonometria) para a maioria dos alunos, para prepara–los para um negócio ou um ofício.
- O ensino de conceitos matemáticos abstratos (por exemplo, conjunto e função) para alunos mais novos.
- O ensino de áreas selecionadas de matemática (por exemplo, geometria euclidiana) como exemplo de um sistema axiomático e um modelo de raciocínio dedutivo.
- O ensino de áreas selecionadas de matemática (por exemplo, cálculo) como exemplo de conquistas intelectuais do mundo moderno.
- O ensino de matemática avançada para aqueles alunos que desejam seguir carreira nas áreas de ciência, tecnologia, engenharia e matemática.
- O ensino de heurística e outras estratégias de solução de problemas para resolver problemas não rotineiros.

## Métodos
Os métodos usados em qualquer contexto particular são em grande parte determinados pelos objetivos que o sistema educacional está tentando alcançar. Estes métodos para ensinar matemática incluem:
- Educação clássica: ensino de matemática dentro do quadrivium, parte do currículo de educação clássica da Idade Média, que era tipicamente baseado nos elementos euclidianos ensinado como um paradigma do raciocínio dedutivo.
- Matemática baseada no computador: abordagem baseada no uso de software matemático como ferramenta primária da computação.
- Abordagem convencional: orientação gradual e sistemática por meio da hierarquia de ideias, noções e técnicas matemáticas. Começa com aritmética, seguida de geometria euclidiana e da álgebra elementar ensinados sistematicamente. Requer que o professor esteja bem informado sobre a matemática elementar, uma vez que as decisões curriculares e didáticas são muitas vezes ditadas pela lógica do sujeito em vez de pelas considerações pedagógicas. Outros métodos emergem, enfatizando alguns aspectos desta abordagem.
- Exercícios: reforço de habilidades matemáticas contemplando um grande número de exercícios de um mesmo tipo como adicionar frações vulgares ou resolver equações quadráticas.
- Método histórico: ensino do desenvolvimento da matemática dentro de um contexto histórico, social e cultural. Fornece mais interesse humano que a abordagem convencional.[6]
- Domínio: abordagem na qual espera–se que os alunos alcancem um alto nível de competência antes de progredirem.
- Nova matemática: método de ensino de matemática que foca em conceitos abstratos como teoria dos conjuntos, funções e bases diferentes de 10. Adotado nos Estados Unidos como uma resposta ao desafio da superioridade técnica soviética no espaço, isto começou a ser desafiado no fim dos anos 1960. Uma das críticas mais influentes da nova matemática foi o livro Why Johnny Can't Add, de Morris Kline, de 1973. O método da nova matemática era o tópico de uma das paródias mais populares de Tom Lehrer, como suas observações introdutórias à canção: "in the new approach, as you know, the important thing is to understand what you're doing, rather than to get the right answer".
- Resolução de problemas: o cultivo da criatividade, engenhosidade e pensamento heurístico matemático, inserindo os alunos em problemas abertos, incomuns e às vezes sem solução. Os problemas podem variar de problemas simples de palavras até problemas de competições internacionais de matemática como a Olimpíada Internacional de Matemática. A resolução de problema é usada como meio para construir novos conhecimentos matemáticos, normalmente sobre os conhecimentos prévios dos alunos.
- Matemática recreativa: problemas matemáticos que são divertidos podem motivar os alunos a aprender matemática e elevar a diversão da matemática.[7]
- Matemática baseada em padrões: visão para a educação matemática pré–escolar nos Estados Unidos e no Canadá, focada em aprofundar o conhecimento do aluno sobre ideias e procedimentos matemáticos, formalizada pelo National Council of Teachers of Mathematics, que criou o Principles and Standards for School Mathematics.
- Abordagem relacional: usa tópicos da sala de aula para resolver problemas do dia a dia e relacionado o tópico à eventos atuais.[8] Esta abordagem foca nos vários usos da matemática e ajuda os alunos a entender porque eles precisam aprender matemática e a aplicar a matemática às situações do mundo real fora da sala de aula.
- Rote learning: ensino de resultados matemáticos, definições e conceitos normalmente pela repetição e memorização sem significado ou apoio de raciocínio matemático. Na educação tradicional, rote learning é usado para ensinar tabelas de multiplicação, definições fórmulas e outros aspectos da matemática.

## Conteúdo e faixa etária
Diferentes níveis de matemática são ensinados em diferentes idades e, em diferentes sequências, em diferentes países. Às vezes uma aula especial pode ser ensinada para alunos mais novos.
Na maioria dos países, matemática elementar é ensinada de maneira semelhante apesar das diferenças. Nos Estados Unidos, as frações são comummente ensinadas a partir da primeira série. Em outros países, as frações são geralmente ensinadas mais tarde, uma vez que o sistema métrico não exige que as crianças estejam familiarizadas com elas. A maioria dos países tende a cobrir menos tópicos em maior profundidade que os Estados Unidos. Os tópicos K–12 incluem aritmética elementar (adição, subtração, multiplicação e divisão) e pré–álgebra.
Na maior parte dos Estados Unidos, álgebra, geometria e análise (pré–cálculo e cálculo) são ensinado como cursos separados em diferentes anos do ensino médio. Na maioria dos outros países e em pequena parte dos Estados Unidos, o ensino é integrado com o estudo de tópicos de todos os ramos da matemática em todos os anos. Estudantes em muitos países escolhem uma opção ou um curso pré–definido em vez dos cursos à la carte como nos Estados Unidos. Estudantes de currículos orientados para a ciência comummente estudam cálculo diferencial e trigonometria aos 16–17 anos e cálculo integral, números complexos, geometria analítica, funções exponenciais e logarítmicas e séries infinitas nos último ano do ensino secundário. Probabilidade e estatística também podem ser ensinados em aulas do ensino secundário.
Estudantes de ciências e engenharia em universidades podem ser obrigados a estudar cálculo multivariável, equações diferenciais e álgebra linear. Matemática aplicada também é usada em cursos específicos. Por exemplo, engenheiros civis podem ser obrigados a estudar mecânica dos fluídos, enquanto a matemática para as ciências da computação pode incluir teoria dos grafos, permutação, probabilidade e provas. Estudantes de matemática continuariam a estudar potencialmente qualquer área.

## Padrões
No decorrer de maior parte da história, os padrões para a educação matemática era estabelecidos localmente por escolas ou professores, dependendo dos níveis de alcance que era relevantes realistas e considerados socialmente apropriados para seus estudantes.
Nos tempos moderno, houve um movimento em direção aos padrões regionais ou nacionais muitas vezes sob o leque de um currículo escolar padrão mais amplo. Por exemplo, na Inglaterra os padrões para a educação matemática são estabelecidos como parte do National Curriculum for England, enquanto a Escócia mantém seu próprio sistema educacional. Nos Estados Unidos, o National Governors Association Center for Best Practices e o Council of Chief State School Officers publicaram o Common Core State Standards Initiative.
Ma (2000) resumiu pesquisas que mostraram que, com base em dados nacionais, os estudantes como notas mais altas em testes de matemática padronizados frequentaram mais cursos de matemática no ensino médio. Isto levou alguns estados a exigir três em vez de dois anos de matemática. Mas porque este requisito era muitas vezes preenchido por um curso de matemática de nível inferior, os cursos adicionais tiveram um efeito "diluído" no aumento dos níveis de alcance.
Na América do Norte, o National Council of Teachers of Mathematics publicou os Principles and Standards for School Mathematics, que impulsionou a tendência para a reforma matemática. Em 2006, foi lançado o Curriculum Focal Points, que recomenda os tópicos mais importantes de matemática para cada série até o último ano do ensino fundamental. Entretanto, estes padrões são aplicados conforme as escolhas dos estados americanos e das províncias canadenses.

## Pesquisa
"Ainda não existem teorias robustas e úteis sobre o ensino em sala de aula". Entretanto, há teorias úteis sobre como crianças aprendem matemática e muitas pesquisas têm sido conduzidas nas décadas recentes para explorar como estas teorias podem ser aplicadas ao ensino. Os resultados a seguir são exemplos de algumas das descobertas recentes na área da educação matemática:

### Resultados importantes[14]
Um dos resultados mais importantes na pesquisa recente é que a característica mais importante no ensino eficaz é dar aos alunos a "oportunidade de aprender" Professores podem estabelecer expectativas, tempo, tipo de tarefas, questões, respostas aceitáveis e tipo de discussão que influenciarão a oportunidade dos alunos de aprender. Isto deve envolver tanto eficiência quanto compreensão conceitual.

### Compreensão conceitual[14]
Duas das características mais importantes do ensino no sentido de promover a compreensão conceitual são atenção explícita aos conceitos e permitir que estudantes se relacionem com a matemática. Estas duas características tem sido confirmadas por meio de uma ampla variedade de estudos. A atenção explícita aos conceitos envolve fazer conexões entre fatos, procedimentos e ideias. Isto muitas vezes é visto como um dos pontos fortes do ensino de matemática nos países do leste asiático, em que professores normalmente dedicam metade do seu tempo a fazer conexões. No outro extremo está os Estados Unidos, em que essencialmente nenhuma conexão é feita em sala de aula. Estas conexões podem ser feitas por meio da explicação do significado de um procedimento, de questões comparando estratégias e soluções de problemas, notando como um problema é o caso especial de outro problema, lembrando os estudantes do ponto principal, discutindo as ligações entre as lições e assim por diante.
A luta deliberada e produtiva com ideias matemáticas refere–se ao fato de que quando os alunos exercem esforço com importantes ideias matemáticas, mesmo que esta luta envolva inicialmente confusão e erros, o resultado final é uma maior aprendizagem. Isto tem se mostrado verdade se a luta é devido a um ensino desafiador, bem implementado ou devido a um ensino falho os alunos devem lutar para fazer sentido.

### Avaliação formativa
A avaliação formativa é a melhor e mais barata alternativa para impulsionar o desempenho e o engajamento dos estudantes e a satisfação profissional do professores. Os resultados ultrapassam aqueles de reduzir o tamanho da sala ou aumentar o conhecimento de conteúdo do professor. A avaliação eficaz é baseada em esclarecer o que os estudantes deveriam saber, criar atividades apropriadas para obter a evidência necessária e dar bons feedbacks, encorajando os estudantes a assumirem o controle do seu aprendizado e permitindo que os alunos sejam recursos uns para os outros.

### Lição de casa[17]
A lição de casa que leva os alunos a praticar lições passadas ou preparar lições futuras são mais eficazes que aquelas sobre a lição do dia. Os estudantes beneficiam–se dos feedbacks. Estudantes com dificuldades de aprendizado ou pouca motivação podem tirar proveito de elogios. Para crianças mais novas, as lições de casa ajudam em habilidades simples, mas não são medidas mais amplas de desempenho.

### Estudantes com dificuldades
Estudantes como dificuldades genuínas (não relacionadas à motivação ou à instrução) lutam com fatos básicos, respondem impulsivamente, lutam com representações mentais, têm baixo senso de número e têm memória de curto prazo. Técnicas consideradas produtivas para ajudar estes alunos incluem aprendizagem assistida por pares, ensino explícito com suporte visual, instrução informada pela avaliação formativa e incentivo aos alunos a pensar em voz alta.

### Raciocínio algébrico
É importante na educação elementar que as crianças passem um bom tempo aprendendo a expressar propriedades algébricas sem símbolos antes de aprender a notação algébrica. Quando aprendem os símbolos, muitos estudantes acreditam que as letras sempre representam o desconhecido e lutam com o conceito de variável. Eles preferem o raciocínio algébrico para equações algébricas para resolver problemas de palavras. Leva tempo para  mover da aritmética para generalizações algébricas para descrever padrões. Estudantes muitas vezes têm problema com o sinal de menos e entendem o sinal de igual como "a resposta é...".

### Metodologia
Como acontece com outras pesquisas em educação assim como pesquisas em ciências sociais em geral, a pesquisa em educação matemática depende de estudos quantitativos e qualitativos.
A pesquisa quantitativa inclui estudos que usam a estatística inferencial para responder questões específicas como se um determinado método de ensino apresenta resultados significativamente melhores que o status quo. Os melhores estudos quantitativos envolvem ensaios randomizados em que são aplicados aleatoriamente métodos diferentes aos alunos ou às turmas para testas seus efeitos. Eles dependem de grandes amostrar para obter resultados estatisticamente significantes.
A pesquisa qualitativa como os estudos de caso, a pesquisa de ação, a análise de discurso e as entrevistas clínicas dependem de amostras menores apesar de focadas em uma tentativa de entender o aprendizado do aluno e analisar como e por que um determinado método dá os resultados que ele dá. Tais estudos não podem estabelecer conclusivamente que um método é melhor que outro, diferentemente dos ensaios randomizados. Entretanto a menos que entenda–se porque um tratamento é melhor que outro, a aplicação dos resultados dos estudos quantitativos muitas vezes levarão a mutações letais das descobertas nas salas de aula atuais.
A pesquisa qualitativa exploratória também é útil para sugerir novas hipóteses, que podem eventualmente ser testadas por meio de experimentos randomizados. Então, os estudos quantitativos e qualitativos são considerados essenciais em educação assim como em outras ciências sociais. Muitos estudos são misturados combinando simultaneamente aspectos da pesquisa quantitativa e qualitativa.

### Ensaios randomizados
Há algumas controvérsias sobre as forças relativas de diferentes tipos de pesquisa. Pelos ensaios randomizados fornecerem evidências claras e objetivas sobre "o que funciona", formuladores de políticas públicas muitas vezes levam apenas estes estudos em consideração. Há alguns estudiosos que têm inclinado–se mais para experimentos aleatórios nos quais os métodos de ensino são aleatoriamente aplicados às salas de aula. Em outras disciplinas preocupadas com questões humanas, como biomedicina, psicologia, política, experimentos controlados e randomizados continuam a ser o método preferido para avaliar os tratamentos.  Estatísticas educacionais e alguns educadores matemáticos têm trabalhado para aumentar o uso de experimentos randomizados para avaliar métodos de ensino. Por outro lado, muitos estudiosos em escolas de educação têm argumentado contra o aumento do número de experimentos randomizados muitas vezes devido a objeções filosóficas como a dificuldade ética de submeter aleatoriamente estudantes a vários tratamentos quando os efeitos destes tratamentos ainda não são tidos como eficazes ou a dificuldade de garantir controle rígiso da variável independente em ambientes fluídos, em uma escola real.
Nos Estados Unidos, o National Mathematics Advisory Panel (NMAP) publicou um relatório em 2008 baseado em estudos, alguns dos quais utilizavam atribuições randomizadas a unidades experimentais como salas de aula ou estudantes. Esta preferência pelos experimentos randomizados foi criticada por alguns estudiosos. Em 2010, o What Works Clearinghouse (essencialmente o braço de pesquisa para o Departamento de Educação dos Estados Unidos) respondeu à controvérsia em curso ampliando sua base de pesquisa para incluir estudos não experimentais incluindo desenho da descontinuidade na regressão e estudos de caso único.

## Áreas e temas da Educação Matemática
As áreas e sub-áreas da Educação Matemática são: 

1. Aprendizagem da Matemática

- Ciclos de Ensino: Pré-escolar; Básico: 1º, 2º e 3º; e, Secundário
- Número inteiro positivo;
- Número inteiro negativo;
- Número racional;
- Pré-álgebra;
- Álgebra;
- Funções;
- Geometria;
- Medida;
- Probabilidades;
- Métodos estatísticos;
- Resolução de problemas matemáticos;
- Jogos e Puzzles matemáticos;
- TIC;
- Explorações em matemática;
- Modelação matemática;
- Operação do conhecimento matemático de background e a aprendizagem da Matemática;
- Interação social na sala de aula de matemática;
- Estruturas semânticas na aprendizagem de conceitos matemáticos;
- Emoções, sentimentos e crenças na aprendizagem da Matemática;
- Artefactos para o ensino da matemática.

2. Ensino da Matemática

- Conhecimento matemático dos professores de matemática;
- Conhecimento pedagógico dos professores de matemática;
- Educação matemática de futuros professores de matemática;
- Educação pedagógica de futuros professores de matemática;
- Desenvolvimento profissional dos Professores de Matemática;
- Avaliação do ensino da matemática na sala de aula;
- Crenças dos professores sobre o Ensino, o Ensino da Matemática e sobre a Matemática;
- Métodos de orientação do estágio profissional dos professores de Matemática.

3. Organização e desenvolvimento curricular em Matemática

- Teoria de desenvolvimento curricular em matemática;
- Interdisciplinaridade na disciplina da Matemática;
- História e filosofia das Reformas Curriculares em Matemática;
- Organização do Currículo de Matemática;
- Avaliação do Ensino e Aprendizagem da Matemática;
- Supervisão do Ensino e Aprendizagem da Matemática.

4. Métodos de ensino da matemática;

5. História do ensino da matemática;

6. Filosofia do Ensino da Matemática;

7. Desenvolvimento de Tecnologia para o Ensino da Matemática;

8. Metodologia de Investigação em Educação Matemática

9. Etnomatemática

10. Filosofia da Educação Matemática;

11. Ética de Ensino da Matemática. 

## Correntes da educação matemática

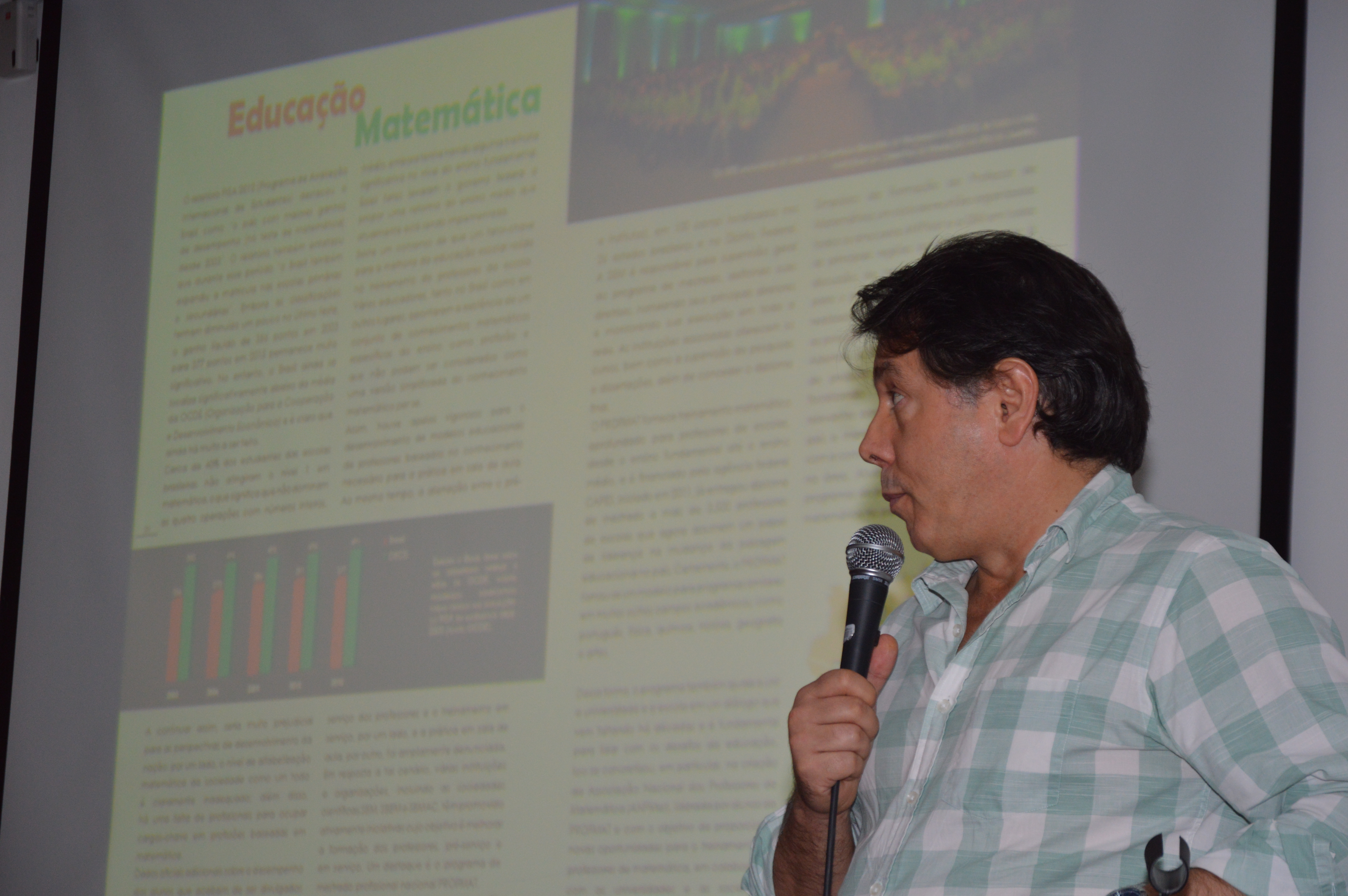
Marcelo Viana identifica como desafio a melhor formação dos professores no Brasil.

### Comportamentalista
Esta corrente associou o comportamento humano ao dos outros animais. Possui uma abordagem cartesiana, busca encontrar os elementos básicos do pensamento humano e seu comportamento. Thorndike, primeiro comportamentalista a pensar o ensino da matemática, entende a aprendizagem como uma série de conexões entre situações ou estímulo e resposta. E baseia-se em três leis fundamentais para a aprendizagem:
1. Lei do efeito: uma conexão recém estabelecida tem sua força aumentada se acompanhada por uma sensação de satisfação
2. Lei do exercício: quanto mais utilizada uma conexão, mais forte ela se torna.
3. Lei da prontidão: parte da ideia de que as conexões podem ou não estar prontas para serem postas em prática, se uma conexão está pronta, seu uso gera satisfação, se não está, seu uso gera desconforto.

### Gestaltista
A Gestalt é uma escola da psicologia, iniciada em 1910, que propõe uma abordagem holística do pensamento humano. Se baseia no pensamento de que a percepção humana não pode ser explicada apenas por estímulos isolados e que se processam de forma individualizada, mas que a ação existe na tentativa de encontrar o equilíbrio do organismo como um todo. A aprendizagem se liga a capacidade de compreender estruturas e não de decorar procedimentos.

### Estruturalistas
Esta corrente aborda a aprendizagem como um processo ativo no qual o aluno infere princípios e regras e os testa. O aluno tem mais instrumentos para lidar com os determinados conhecimentos quando entende suas estruturas.
Baseia-se nos estágios do desenvolvimento infantil de Piaget e Bruner propõe três modos de organização do conhecimento, são os modos de representação; motor, icónico e simbólico:
1. Representação motora: modo de representar acontecimentos passados através de uma resposta motora apropriada.
2. Representação icónica: quando os objetos são concebidos na ausência de ação.
3. Representação simbólica: consiste na tradução da experiências em termos de linguagem simbólica.

### Construcionismo
Construcionismo (ou construtivismo, em alemão, Konstruktivismus), em sentido estrito, é uma série de movimentos epistemológicos motivada pela crise de fundamentos mathematicae no princípio do século 20, e pela subsequente fundamentação da lógica, informática e matemática.

Construtivismo tem uma representação na Educação Matemática através dos estudos em psicologia da educação da matemática. 

As correntes construcionistas estão de acordo na crítica às concepções realistas do conhecimento que vêm a construção do conhecimento como o establecimento de correspondências com o mundo real e o conhecimento como sendo uma imagem verdadeira do mundo real.

O construcionismo esclarece a epistemológica tradicional do conhecimento através da compreensão do processo de conhecer:

1. O conhecimento é ativamente construído pelo sujeito que conhece e não passivamente recebido do ambiente que o rodeia.
2. Conhecer é um processo adaptativo que organiza a realidade experiencial de cada um, e não a descoberta de um mundo independente, é uma construção ativa e autônoma que se torna viável em interação com os outros.[29]

Educadores matemáticos construtivistas acreditam que o foco do ensino e da aprendizagem deve ter como base a realidade experiencial dos alunos quando em interação com outros alunos e professores na sala de aula permitindo o desenvolvimento de práticas em que ambos professores e alunos se auto-realizam aprendendo matemática, e cuja auto-realização viabiliza a sobrevivência dessas práticas.

## Tendências

### Resolução de problemas
A metodologia de resolução de problemas em educação matemática visa tirar o aluno de sua tradicional postura passiva em sala de aula, para uma postura ativa e interessada e desconstruir a noção de que a matemática é algo pronto e acabado. Problema, segundo autores como Lourdes Onuchic, é algo para o qual não se tem solução imediata, mas se está interessado em buscar uma. A motivação em resolver problemas permite um processo de investigação que delinea uma nova visão, apropriação e aplicação das propriedades matemáticas. Na busca pela solução do problema novas situações se colocam, que instigam a curiosidade matemática, muitas vezes dormente em cada um de nós.
Então o aluno operativo na resolução de problemas passa a ser influenciado pela sua própria aprendizagem construindo, assim uma estrutura mais sólida para a aplicação criativa das fórmulas e aplicações matemáticas e isso termina refletindo em uma estruturação e apropriação mas concisa do conhecimento matemático, este passa de mero observador como já afirmado, a um sujeito ativo capaz de compreender, aplicar e discutir com o educador fórmulas e modelos matemáticos, podendo assim até com isso modificá-los e aplicá-los na forma em que o problema propõe, para chegar ao resultado esperado, que satisfaça a resolução do problema.

### Modelagem
A modelação matemática ou modelação tem suas raízes na Matemática Aplicada. A intenção geral da modelação matemática é gerar condições para a aquisição de saberes em um ambiente de investigação. O método científico é o eixo sobre o qual a modelação assenta. A observação dos fenómenos com o intuito de gerar um estado de dúvida e problematização é o ponto de partida para a construção de um modelo matemático que exprima as relações entre as grandezas observadas. A educação matemática através da modelação visa motivar o aluno a passar para um estado ativo e crítico quanto ao seu quotidiano.

### Semiótica
O uso da semiótica na Educação Matemática se origina na publicação da Teoria dos Registros da Representação Semiótica, de Raymond Duval. A teoria define o conceito de registro semiótico, que indica as diferentes representações semióticas dos objetos matemáticos, podendo ser, por exemplo, algébrico, fracionário ou figural. A hipótese fundamental em sua teoria é de que a aprendizagem dos objetos matemáticos acontece na realização de conversões entre registros semióticos diferentes, devendo ser, portanto, uma das prioridades do ensino de matemática.

## Educadores matemáticos
Seguem os nomes de algumas pessoas que tiveram influência significativa em educação matemática em vários períodos da história:
- Euclid (fl. 300 AC) – Grécia Antiga – autor de Os Elementos.
- Tatyana Alexeyevna Afanasyeva (1876–1964) – Holanda / Rússia – matemática que defendeu o uso de suportes visuais e exemplos para cursos introdutórios de geometria para estudantes do ensino médio.[33]
- Robert Lee Moore (1882–1974) – Estados Unidos – matemático criador do método de Moore.
- George Pólya (1887–1985) – Hungria – matemático autor de How to Solve It.
- Georges Cuisenaire (1891–1976) – Bélgica – professor do ensino primário que inventou as barras Cuisenaire.
- William Arthur Brownell (1895–1977) – Estados Unidos – educador que liderou o movimento para tornar a matemática significativa para as crianças, muitas vezes considerado o início da educação matemática moderna.
- Hans Freudenthal (1905–1990) – Holanda – matemática que teve um profundo impacto na educação holandesa e fundou o Freudenthal Institute for Science and Mathematics Education em 1971.
- Caleb Gattegno (1911-1988) – Egito – fundador da Association for Teaching Aids in Mathematics in Britain (1952) e do jornal Mathematics Teaching.[34]
- Toru Kumon (1914–1995) – Japão – criador do Kumon, baseado no domínio por meio de exercícios.
- Pierre van Hiele e Dina van Hiele-Geldof (1930s–1950s) – Holanda – educadores que propuseram a teoria sobre como as crianças aprendem geometria (1957), que se tornou muito influente em todo mundo.
- Robert Parris Moses (1935–) – Estados Unidos – fundador do US Algebra project
- Robert M. Gagné (1958–1980s) – Estados Unidos – pioneiro na pesquisa em educação matemática.

## Professores de matemática
Seguem os nomes de algumas pessoas que ensinaram matemática em alguma momento de suas vidas, embora fossem mais conhecidos por outras conquistas:
- Lewis Carroll, pseudônimo do autor britânico Charles Dodgson, lecionou matemática na Christ Church, Oxford. Como educador matemático, Dodgson defendeu o uso dos elementos euclidianos como livro de geometria. Euclid and his Modern Rivals é uma crítica ao movimento de reforma na educação de geometria, liderado pela Association for the Improvement of Geometrical Teaching.[35]
- John Dalton, químico britânico, ensinou matemática em escolas e em universidades em Manchester, Oxford e York.
- Tom Lehrer, escritor de músicas e satirista norte–americano, ensinou matemática em Harvard e em MIT e atualmente dá aulas em University of California, Santa Cruz.
- Brian May, guitarrista de rock e compositor, trabalhou brevemente como professor de matemática antes de juntar–se ao Queen.[36]
- Georg Joachim Rheticus, cartógrafo austríaco e discípulo de Copernicus, ensinou matemática na University of Wittenberg.
- Edmund Rich, arcebispo de Canterbury no século XIII, lecionou matemática nas universidades de Oxford e de Paris.
- Éamon de Valera, líder da luta da independência da Irlanda no início do século XX e fundador do partido Fianna Fáil, ensinou matemática em escolas e universidades de  Dublin.
- Archie Williams, atleta norte–americano e medalhista de ouro olímpico, ensinou matemática em escolas secundárias na California.